# Paul de Venise
Paul de Venise (ou Paulus Venetus 1369-1429 ) est un philosophe catholique, théologien, logicien et métaphysicien attaché à l'Ordre de Saint Augustin.

## Biographie
Paul est né, selon les chroniqueurs de son ordre, à Udine (Italie) vers 1369 et il est mort à Venise le 15 juin 1429, sous le nom de Paolo Nicoletti
Il rejoint l'ordre des Augustins à l'âge de quatorze ans, au couvent de Santo Stefano à Venise. En 1390, il aurait été envoyé à Oxford pour ses études de théologie, mais il est retourné en Italie et a terminé ses études à l'université de Padoue, devenant docteur ès arts et théologie en 1405. Il a enseigné dans les universités de Padoue, Sienne, Pérouse et Bologne pendant le premier quart du XVe siècle Il fut également le professeur de Paolo da Pergola.
Paul est nommé prieur général de l'ordre des Augustins en 1409 par le pape Grégoire XII et a également été ambassadeur auprès de la république de Venise. Il fut également l'un des théologiens appelés à Rome en 1427 par le pape Martin V pour défendre l'orthodoxie de saint Bernardin de Sienne, occasionnée par l'utilisation par Bernardin d'inscriptions du nom de Jésus dans le culte.
Paul est mort en 1429 à Padoue, alors qu'il terminait son commentaire du De Anima d'Aristote

## Travail philosophique
La philosophie de Paul de Venise a été classée dans la tradition réaliste de la pensée médiévale À la suite de John Wycliffe et des Oxoniens qui l'ont suivi, Paul a développé davantage cette nouvelle marque de réalisme et a renouvelé l'opposition de Walter Burley au nominalisme. Les thèses métaphysiques de Paul sont fondamentalement enracinées dans la pensée scotiste. Duns Scot a soutenu la doctrine de l'univocité de l'être et de l'existence des formes universelles d'objets en dehors de l'esprit de la personne. Il a également maintenu la notion de Scot de l'identité réelle et de la distinction formelle entre l'essence et l'être, parallèlement à la notion de « ceci » comme principe par lequel nous nous individuons
Paul a également été simultanément influencé par d'autres penseurs de la période scolastique, notamment les penseurs dominicains Albert le Grand et Thomas d'Aquin, et son compatriote augustin, Gilles de Rome. Paul s'est également engagé de manière critique dans les travaux et les doctrines des nominalistes du XIVe siècle tels que William Ockham, John Buridan et Marsilius d'Inghen, et a parfois mesuré les thèses de ces penseurs les unes contre les autres afin de saper leurs positions.

## Œuvres

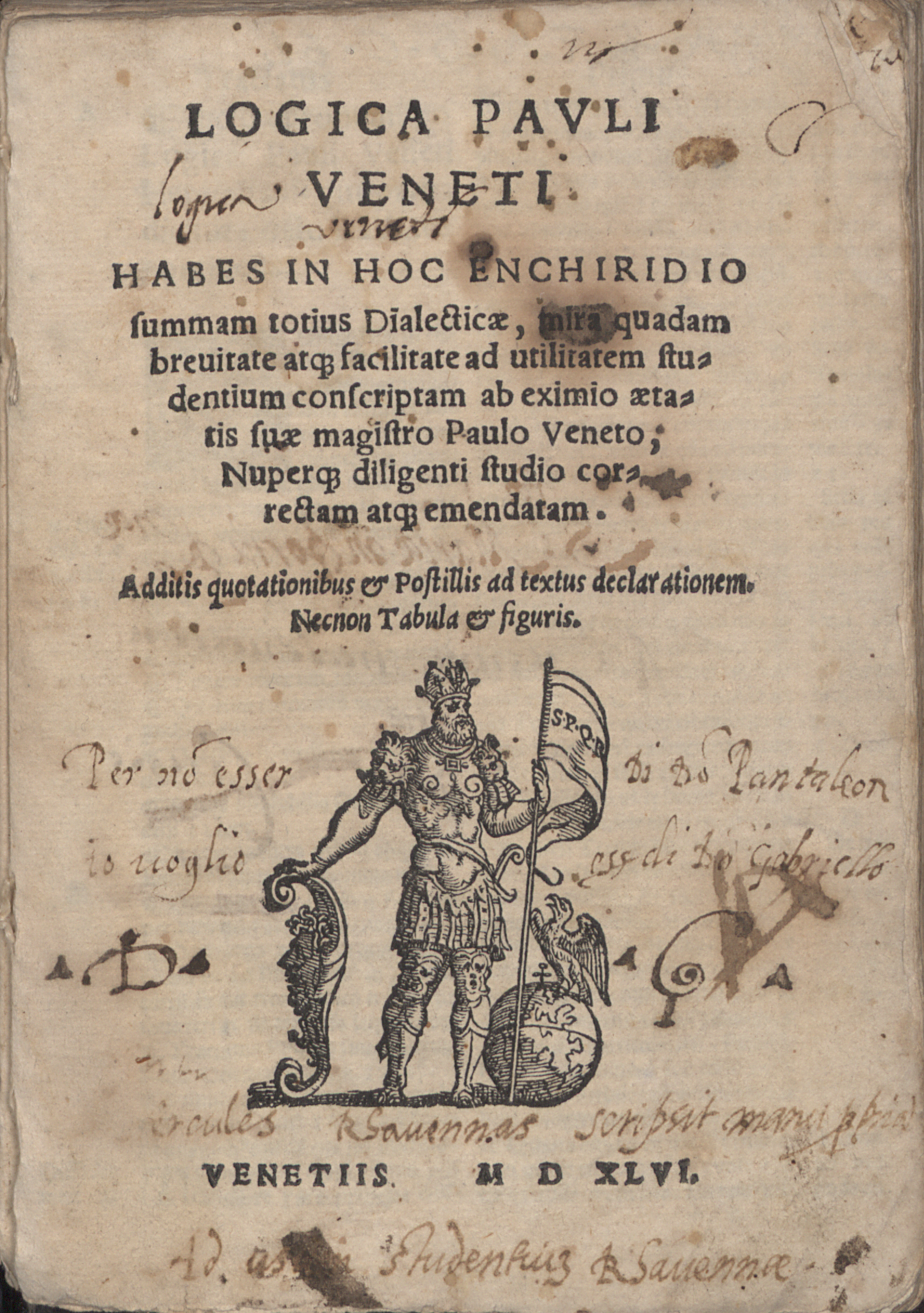
Logique, 1546

Ses écrits témoignent d'une grande connaissance et d'un intérêt pour les problèmes scientifiques de son temps.
- Commentaires sur les oeuvres d'Aristote :
  - Expositio in libros Posteriorum Aristotelis.
  - Expositio super VIII libros Physicorum necnon super Commento Averrois (1409).
  - Expositio super libros De generatione et corruptione.
  - Lectura super librum De Anima.
  - Conclusions Ethicorum.
  - Conclusiones Politicorum.
  - Expositio super Praedicabilia et Praedicamenta (1428).
- Travaux logiques :
  - Logica Parva ou Tractatus Summularum (1395-1396).
  - Logique Magna (1397-1398).
  - Quadrature.
  - Sophismata Aurea.
- Autres travaux:
  - Super Primum Sententiarum Johannis de Ripa Lecturae Abbreviatio (1401).
  - Summa philosophiae naturalis (1408).
  - De compositione mundi.
  - Quaestiones adversus Judaeos.
  - Sermons.

La bibliothèque Diderot de Lyon possède deux ouvrages que Paul de Venise a consacré à l’exposition de la philosophie naturelle, largement héritée d’Aristote, telle qu'elle était enseignée à son époque : une édition de la Summa naturalium, et le Librum maximum De compositione mundi.